# Szlovénia diplomáciai misszióinak listája

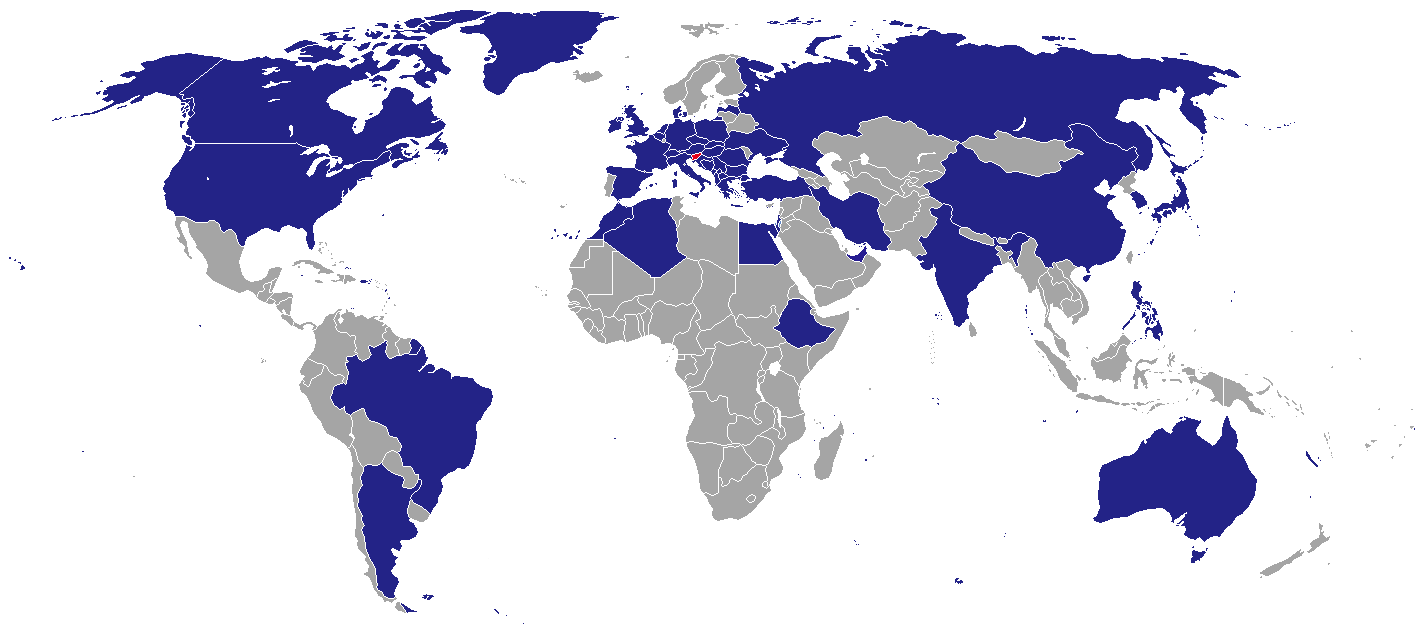
Országok (kékkel), ahol szlovén képviselet található

Szlovénia diplomáciai misszióinak listája tartalmazza a szlovén kormány által nemzetközi szerződések alapján létrehozott nagykövetségeket, követségeket, főkonzulátusokat, konzulátusokat, alkonzulátusokat és képviseleti irodákat. Nem tartalmazza azonban a tiszteletbeli konzulokat. Tartalmazza azokat a reprezentatív képviseleteket is, melyeket Szlovénia a nemzetközi szervezetekhez delegált. Amennyiben valamelyik képviseletnek van Wikipédia szócikke, úgy azt jelöljük.

## Európa

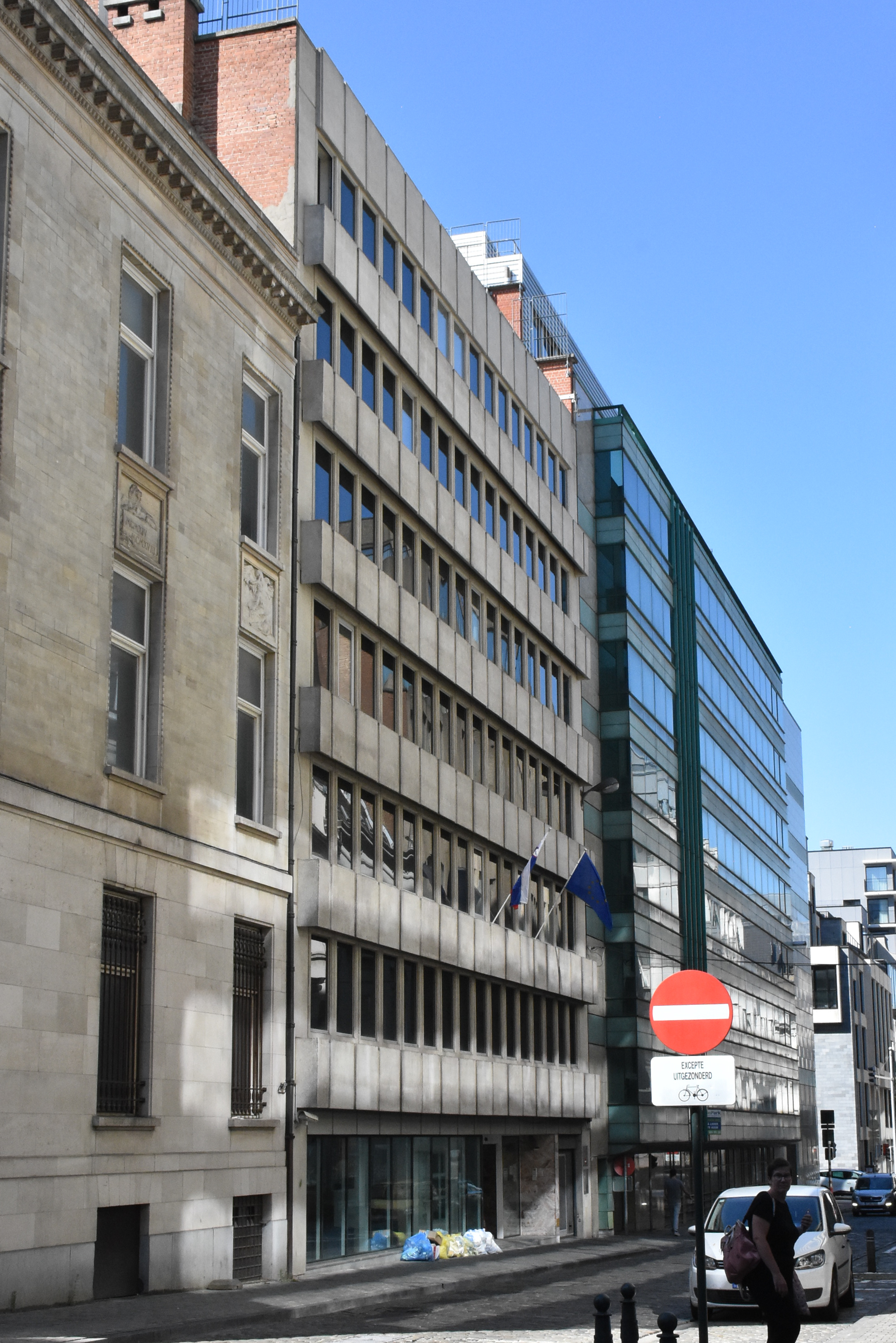
Brüsszeli nagykövetség

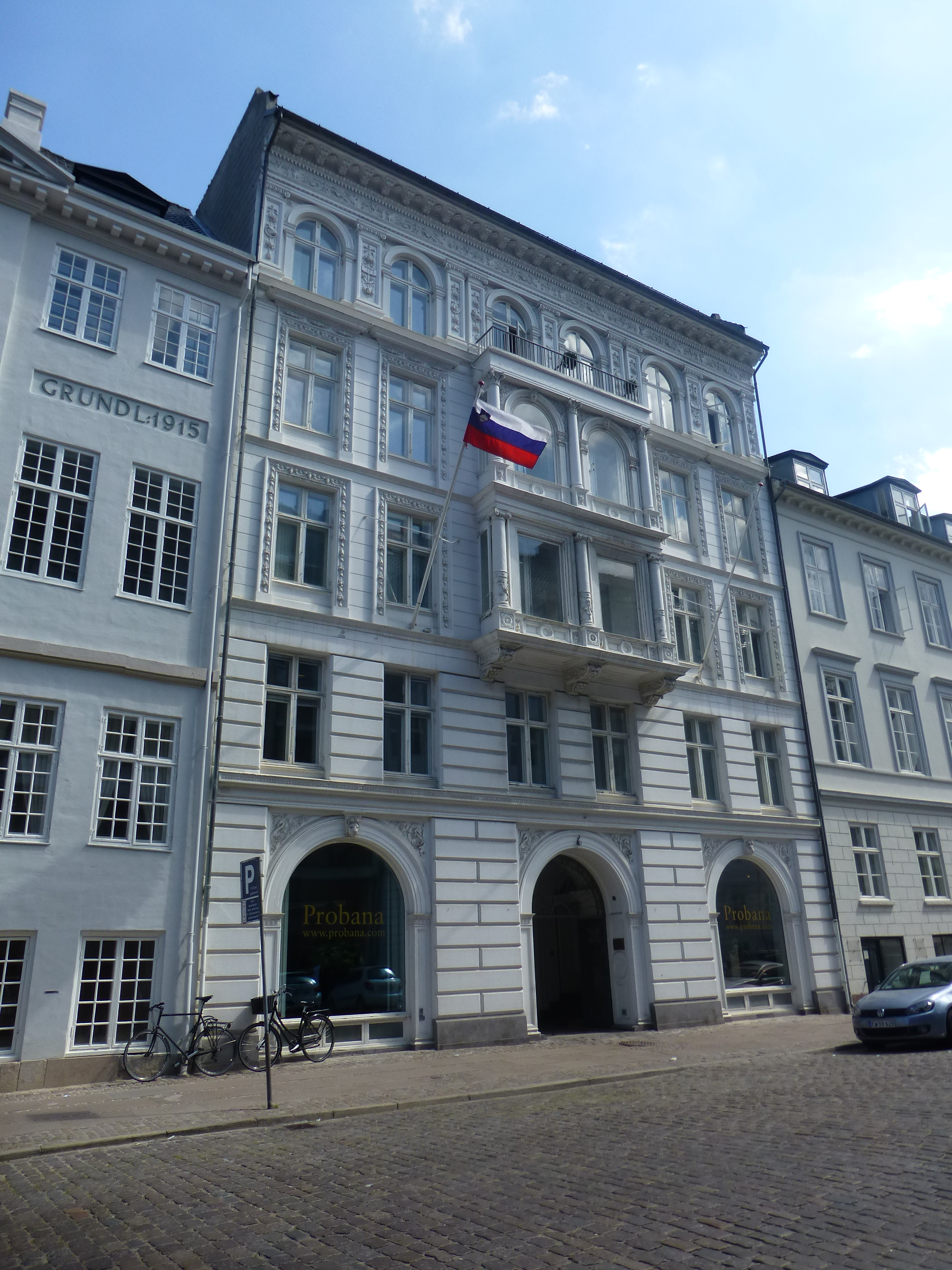
Nagykövetség Koppenhágában

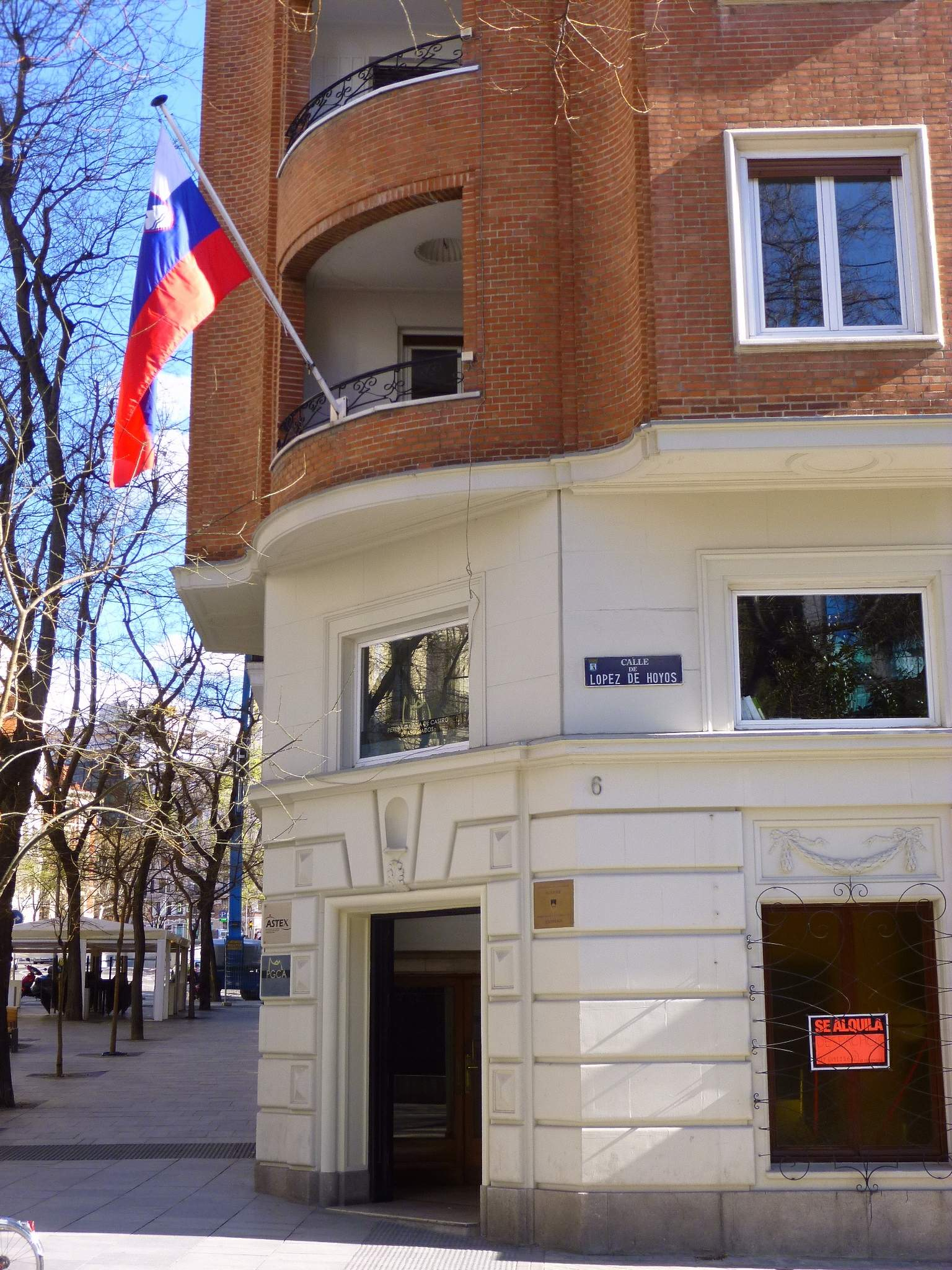
Nagykövetség Madridban

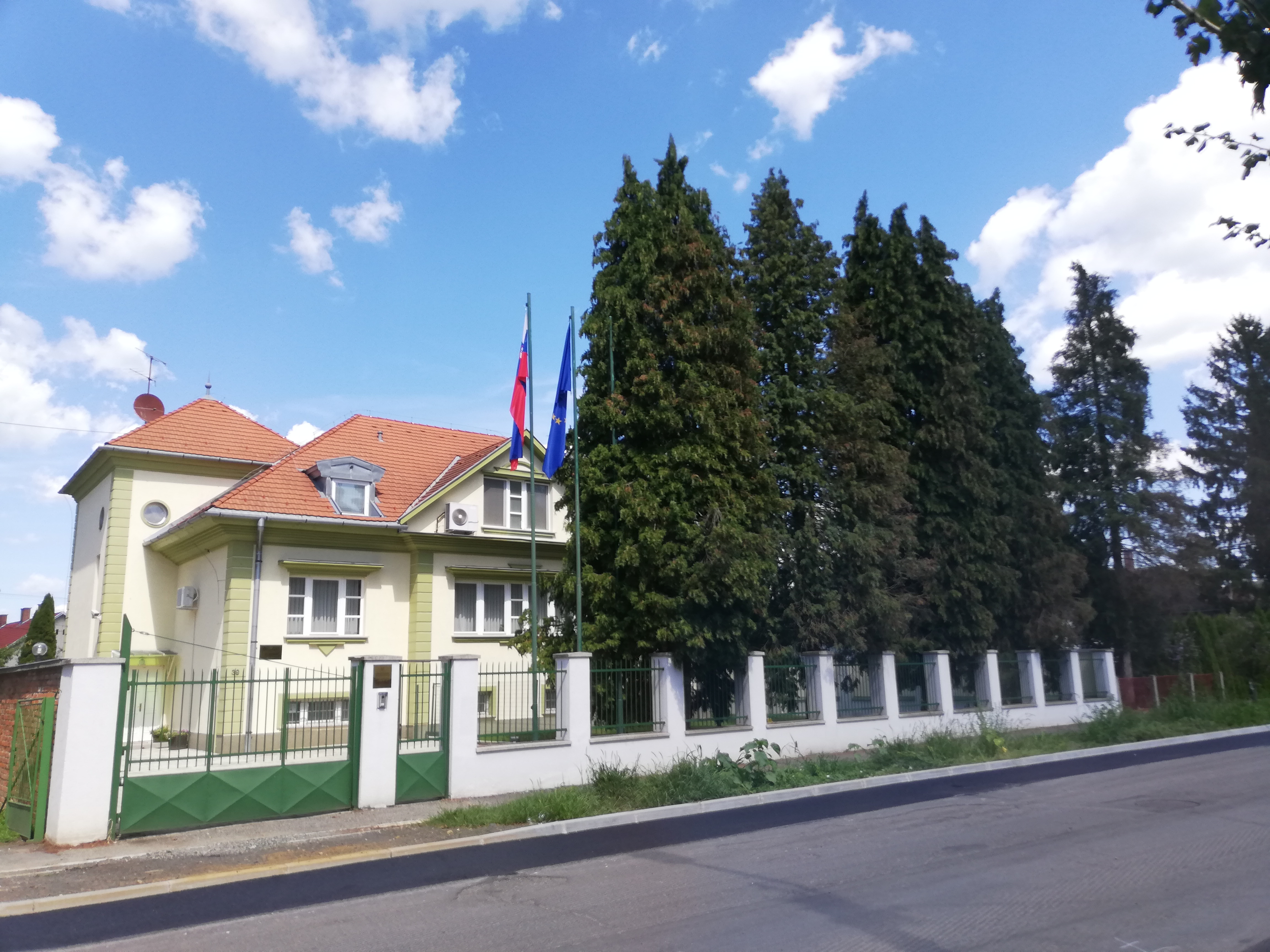
Szlovénia szentgotthárdi főkonzulátusa

- Albánia, Tirana: nagykövetség
- Apostoli Szentszék, Vatikán: nagykövetség
- Ausztria, Bécs: nagykövetség
  - Klagenfurt am Wörthersee: főkonzulátus
- Ausztria, Bécs: Szlovénia állandó képviselete az EBESZ és az ENSZ mellett
- Belgium, Brüsszel: nagykövetség
- Belgium, Brüsszel: Szlovénia Állandó Képviselete a NATO mellett
- Belgium, Brüsszel: Szlovénia Állandó Képviselete az Európai Unió mellett
- Bosznia-Hercegovina, Szarajevó: nagykövetség
  - Banja Luka: konzuli iroda
- Bulgária, Szófia: nagykövetség
- Csehország, Prága: nagykövetség
- Dánia, Koppenhága: nagykövetség
- Egyesült Királyság, London: nagykövetség
- Észak-Macedónia, Szkopje: nagykövetség
- Franciaország, Párizs: nagykövetség
- Franciaország, Párizs: Szlovénia állandó képviselete az OECD mellett
- Franciaország, Strasbourg: Szlovénia állandó képviselete az Európai Bizottság mellett
- Görögország, Athén: nagykövetség
- Hollandia, Hága: nagykövetség
- Horvátország, Zágráb: nagykövetség
- Koszovó, Pristina: nagykövetség
- Lengyelország, Varsó: nagykövetség
- Magyarország, Budapest: nagykövetség
  - Szentgotthárd: főkonzulátus
- Montenegró, Podgorica: nagykövetség
- Németország, Berlin: nagykövetség
  - München: főkonzulátus
- Olaszország, Róma: nagykövetség
  - Milánó: kereskedelmi képviselet
  - Trieszt: főkonzulátus
- Oroszország, Moszkva: nagykövetség
- Románia, Bukarest: nagykövetség
- Spanyolország, Madrid: nagykövetség
- Svájc, Bern: nagykövetség
- Svájc, Genf: Szlovénia állandó képviselete az ENSZ és más nemzetközi szervezetek mellett
- Szerbia, Belgrád: nagykövetség
- Szlovákia, Pozsony: nagykövetség
- Törökország, Ankara: nagykövetség
- Ukrajna, Kijev: nagykövetség

### Szlovéniában
Szlovénia 2012-ben több nagykövetségét bezárta, a portugáliait azonban csak hazaköltöztette, így az Ljubljanában működik.
- Portugália, Ljubljana: nagykövetség

## Afrika
- Egyiptom, Kairó: nagykövetség

## Amerika

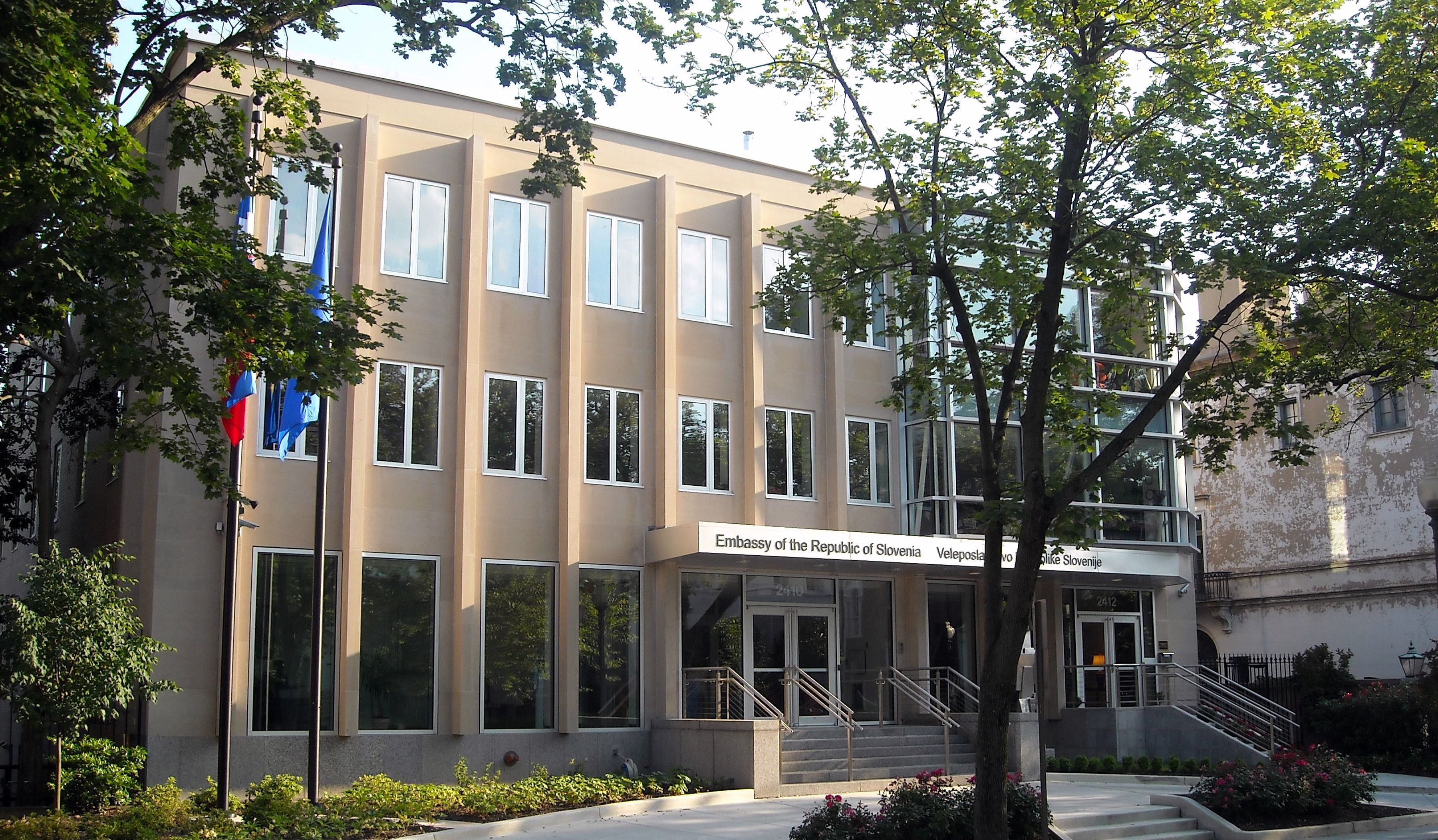
Szlovén nagykövetség Washingtonban

- Amerikai Egyesült Államok, Washington: nagykövetség
  - Cleveland: főkonzulátus
- Amerikai Egyesült Államok, New York: Szlovénia állandó képviselete az ENSZ mellett
- Argentína, Buenos Aires: nagykövetség
- Brazília, Brazíliaváros: nagykövetség
- Kanada, Ottawa: nagykövetség

## Ausztrália és Óceánia
- Ausztrália, Canberra: nagykövetség

## Ázsia

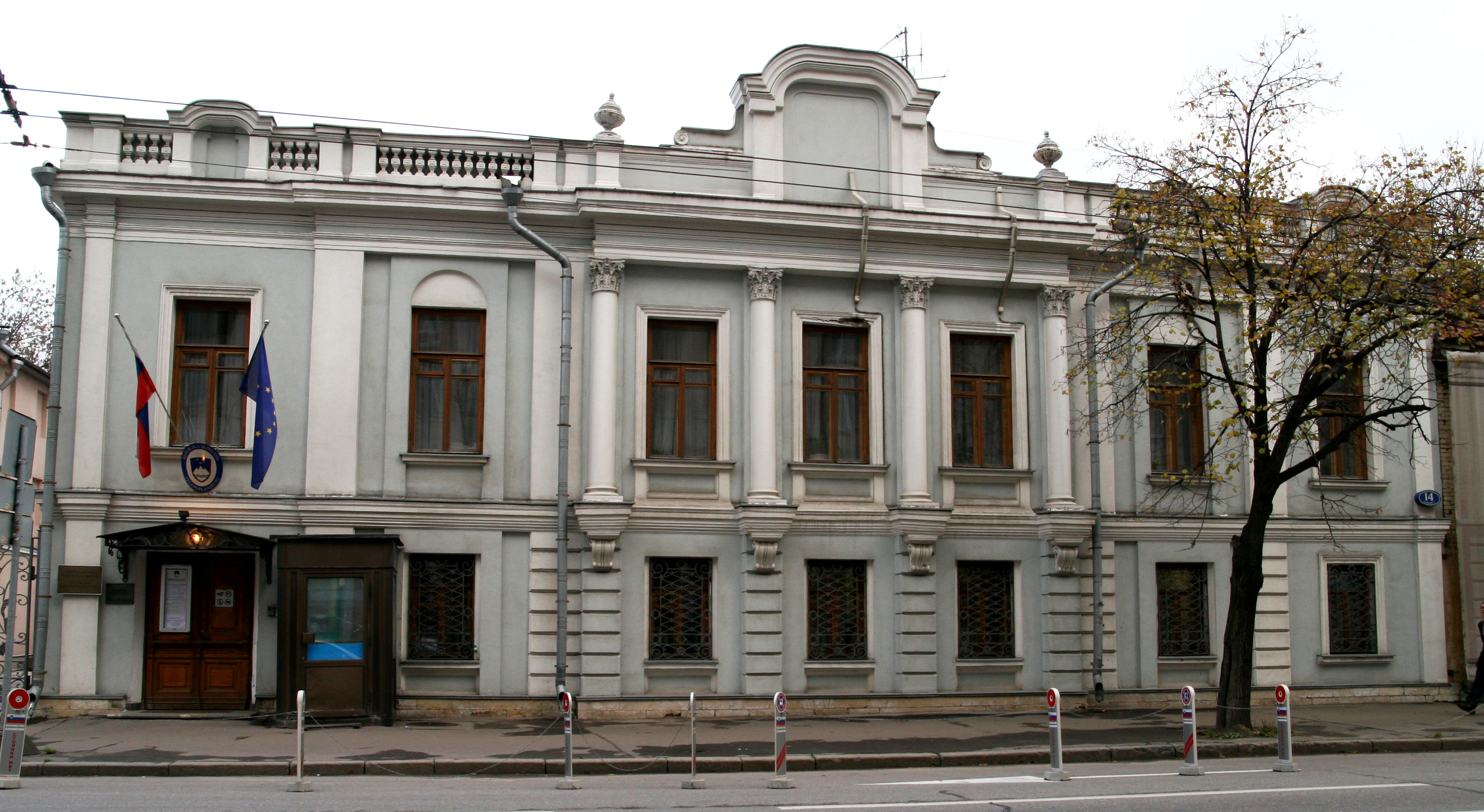
Moszkvai nagykövetség

- Egyesült Arab Emírségek, Abu-Dzabi (nagykövetség)
- India, Delhi: nagykövetség
- Irán, Teherán: nagykövetség[2]
- Izrael, Tel-Aviv: nagykövetség
- Japán, Tokió: nagykövetség
- Kína, Peking: nagykövetség
  - Sanghaj: konzulátus
- Oroszország, Moszkva: nagykövetség
- Palesztina, Rámalláh: állandó képviselet
- Törökország, Ankara: nagykövetség